# Gerald Heere
Gerald Heere (ur. 18 kwietnia 1979 w Siegburgu) – niemiecki polityk i politolog, działacz Sojuszu 90/Zieloni, w latach 2013–2017 oraz 2021–2022 deputowany do Landtagu Dolnej Saksonii, minister w rządach Dolnej Saksonii.

## Życiorys
W 1998 roku zdał egzamin maturalny, a następnie odbył służbę wojskową. W latach 1999–2005 studiował politologię, informatykę oraz historię najnowszą na Politechnice w Brunszwiku, uzyskując tytuł Magistra Artium. W latach 2005–2006 pracował jako niezależny referent frakcji parlamentarnej Sojuszu 90/Zieloni w Landtagu Dolnej Saksonii. Następnie, w latach 2006–2013, był pracownikiem naukowym oraz wykładowcą na Katedrze Stosunków Międzynarodowych i Porównawczych Systemów Politycznych na TU Braunschweig.
Wstąpił do Sojuszu 90/Zielonych w 2005 roku. Od 2006 do 2011 roku był członkiem zarządu partii w Brunszwiku. W latach 2011–2016 zasiadał w Radzie Miasta Brunszwik. Mandat posła do Landtagu Dolnej Saksonii sprawował w latach 2013–2017 oraz ponownie od 2021 do 2022 roku. W czasie drugiej kadencji pełnił funkcje parlamentarnego sekretarza oraz zastępcy przewodniczącego frakcji Zielonych. W latach 2019–2021 pełnił funkcję szefa biura senatora ds. finansów Wolnego Hanzeatyckiego Miasta Bremy. 
Od 8 listopada 2022 roku jest ministrem finansów Dolnej Saksonii. Tego samego dnia został również wyznaczony jako zastępca członka Bundesratu.

## Życie prywatne
Jest wyznania ewangelicko-luterańskiego, jest żonaty i ma dwoje dzieci.